# Aurora (Canada)
Aurora  (53 203 abitanti nel 2011) è una città situata nella Municipalità Regionale di York, nella provincia dell'Ontario in Canada.
Aurora è una delle comunità del Canada in più rapida crescita.